# Kahan
Kahan o Gahan és un riu del districte de Jhelum al Panjab (Pakistan). Neix a Salt Range («serra de la sal» en anglès) a la part sud de les muntanyes del nord d'aquesta serra, i corre en direcció a l'est, passant prop de Rohtas, desaiguant al riu Jhelum a uns 3 km al sud de la ciutat de Jhelum.